# Camponotus dolichoderoides
Camponotus dolichoderoides är en myrart som beskrevs av Auguste-Henri Forel 1911. Camponotus dolichoderoides ingår i släktet hästmyror, och familjen myror. Inga underarter finns listade.